# Dyfri Williams
Dyfri J. R. Williams (* 8. Februar 1952) ist ein britischer Klassischer Archäologe.

## Leben
Dyfri Williams studierte an der Universität Oxford, wo er 1978 mit der Arbeit The Antiphon Painter and his Followers promoviert wurde. Seit 1979 arbeitet er an der Antikenabteilung des British Museum, von 1993 bis 2007 war er deren Leiter als Keeper of Greek and Roman Antiquities. Seit Dezember 2007 war er dort Research Keeper und wurde 2012 in den Ruhestand versetzt.
Seine Hauptforschungsgebiete sind die attische Vasenmalerei, griechische Goldschmiedekunst sowie Fragen der Sammlungsgeschichte.
Williams ist Korrespondierendes Mitglied des Deutschen Archäologischen Instituts und Fellow der Society of Antiquaries of London.

## Veröffentlichungen (Auswahl)
- Greek Vases, London 1985
- Corpus Vasorum Antiquorum, British Museum Fascicule IX: The Late Archaic Red-Figured Cups, London 1993, ISBN 0-7141-2201-7
- mit Jack Ogden: Greek Gold. Jewellery of the Classical World, London 1994, ISBN 0-7141-2205-X, ISBN 0-7141-2202-5
- The Warren Cup, London 2006, ISBN 978-0-7141-2260-1
- Masterpieces of Classical Art, London 2009, ISBN 978-0-7141-2254-0